# カナダ国立映画庁
カナダ国立映画庁（カナダこくりつえいがちょう、英語：National Film Board of Canada、英語略称：NFB、仏語：Office national du film du Canada、仏語略称：ONF）は、カナダの映画、インタラクティブメディアの製作・配給を行なう公的組織。カナダ政府の管轄官庁で、カナダ文化遺産省の管轄である。ドキュメンタリー映画、アニメーション作品、ウェブ・ドキュメンタリーなどの映像作品を製作し、配給している。これまで創設以来13,000作以上の作品を製作し、5,000作品以上でアカデミー賞など含む賞を受賞している。それぞれ英語作品、仏語作品の専門部門がある。

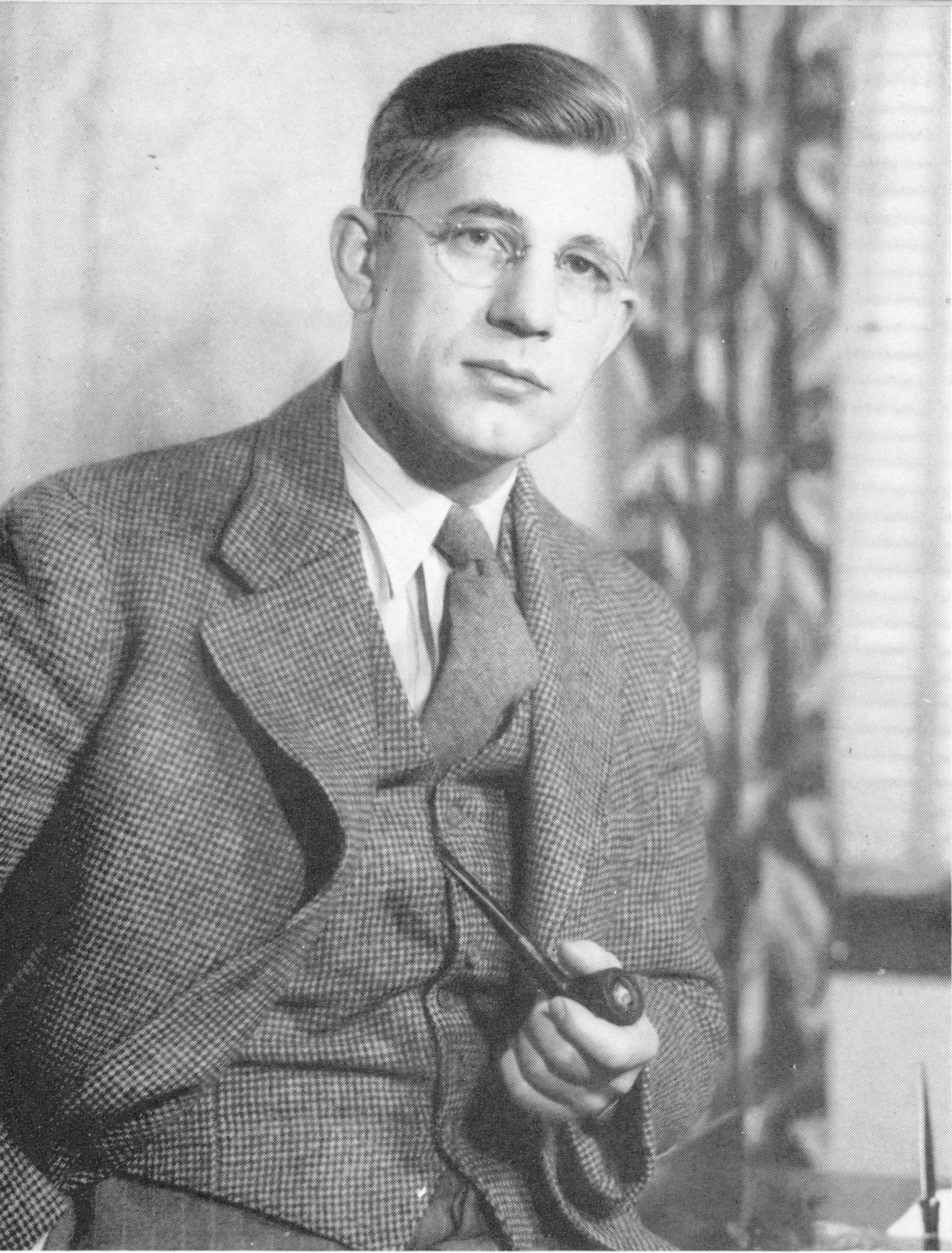
トルーマン（Albert William Trueman）長官（1953–1957）

## 歴史
1939年にカナダ政府がカナダ政府映画局（Canadian Government Motion Picture Bureau）の活動を強化するため、映画製作委員会の創設を提案し設立。1950年に国家映画法（National Film Act）制定。1984年に通信省が「国家映画ビデオ政策」を発表。1989年には第61回アカデミー賞で名誉賞を授与される。2008年にデジタル戦略を含む「戦略計画」を発表した。

## ロゴ
NFBのロゴは両手を頭上で組んだ立位の人物（元々は緑色）を模したデザインである。1968年に導入され、人間性へのビジョンを象徴し「見ている人」と呼ばれた。ジョルジュ・ボプレ（Georges Beaupré）によるデザイン。2002年に少し改訂された。